# Rhizophagus dispar
Rhizophagus dispar är en skalbaggsart som först beskrevs av Gustaf von Paykull 1800.  Rhizophagus dispar ingår i släktet Rhizophagus, och familjen gråbaggar. Arten är reproducerande i Sverige.